# Jupilles
Jupilles es una comuna francesa situada en el departamento de Sarthe, en la región de Países del Loira.

## Demografía
| 765 | 686 | 646 | 623 | 560 | 527 | 560 |
| Para los censos de 1962 a 1999 la población legal corresponde a la población sin duplicidades (Fuente: INSEE [Consultar]) |     |     |     |     |     |     |